# Bajevica
Bajevica (izvirno srbsko Бајевица) je naselje v Srbiji, ki upravno spada pod Mesto Novi Pazar; slednja pa je del Raškega upravnega okraja.

## Demografija
V naselju živi 383 polnoletnih prebivalcev, pri čemer je njihova povprečna starost 30,5 let (29,7 pri moških in 31,3 pri ženskah). Naselje ima 105 gospodinjstev, pri čemer je povprečno število članov na gospodinjstvo 5,36.
Po podatkih popisa iz leta 2002 večino prebivalstva predstavljajo Bošnjaki.
|  |

| Demografija | Demografija     | Demografija     |
| Leto        | Št. prebivalcev | Št. prebivalcev |
| ----------- | --------------- | --------------- |
|             |                 |                 |
|             |                 |                 |
|             |                 |                 |
|             |                 |                 |
| 1948        | 383             |                 |
| 1953        | 407             |                 |
| 1961        | 468             |                 |
| 1971        | 468             |                 |
| 1981        | 527             |                 |
| 1991        | 577             | 555             |
| 2002        | 621             | 563             |
|             |                 |                 |

| Etnična sestava po popisu iz leta 2002 | Etnična sestava po popisu iz leta 2002 | Etnična sestava po popisu iz leta 2002 | Etnična sestava po popisu iz leta 2002 | Etnična sestava po popisu iz leta 2002 |
| -------------------------------------- | -------------------------------------- | -------------------------------------- | -------------------------------------- | -------------------------------------- |
| Bošnjaki                               | Bošnjaki                               |                                        | 560                                    | 99,46%                                 |
| Neznano                                | Neznano                                |                                        | 3                                      | 0,53%                                  |